# Рони, Шакават Хоссейн
Шакават Хоссейн Рони (бенг. সাখাওয়াত হোসেন রনি; род. 1991, Дакка) — бангладешский профессиональный футболист,  выступающий на позиции центрального нападающего. В настоящее время — игрок  команды высшей лиги «Фортис». Выступал за национальную сборной Бангладеша.

## Биография
Шакават родился 8 октября 1991 года в Дакке, столице и крупнейшем городе Бангладеш.
В профессиональном футболе дебютировал в 2011 году в составе команды «Абахани Лимитед».  В 2012-м в её составе впервые стал чемпионом Бангладеш.
В 2013 году перебрался в  «Шейх Джамал». С 2016 года защищает цвета клуба  «Шейх Руссел».
С 2013 года Шакават Хоссейн Рони является игроком сборной. Первый матч сыграл 2 марта в  отборочном турнире Кубка АФК 2014 против команды Непала (2:0).

## Достижения
Абахани Лимитед
- Чемпион Бангладеш (1):  2011/12

Шейх Джамал
- Чемпион Бангладеш (2):   2013/14, 2014/15
- Кубок Федерации Бангладеш[англ.] (2):   2013/14, 2014/15
- Кубок короля Бутана[англ.] (1): 2014